# Людвіг Вреде
Людвіг Вреде  (нім. Ludwig Wrede; 28 жовтня 1894 — 1 січня 1965) — австрійський фігурист, олімпійський медаліст.

## Виступи на Олімпіадах
| Олімпіада        | Дисципліна       | Місце |
| ---------------- | ---------------- | ----- |
| Санкт-Моріц 1928 | одиночний розряд | 8     |
| Санкт-Моріц 1928 | парне катання    | 3     |